# Seznam děkanů Vojenské lékařské fakulty Univerzity obrany
Toto je seznam děkanů Vojenské lékařské fakulty Univerzity obrany.
1. Roman Prymula (2004–2009)[1][2]
2. Roman Chlíbek (2009–2013)[3]
3. Jiří Páral (2013–2017)[4]
4. Pavel Boštík (2017–2021)[5]
5. Roman Chlíbek (od 2021)[6]